# سینکوسور
سینکوسور (نام علمی: Scincosaurus) نام یک سرده از راسته سمندرک‌سانان است.